# Fausto (opéra)
Pour les articles homonymes, voir Fausto (homonymie).
Fausto est un  opéra semi-seria en quatre actes composée en 1831 par Louise Bertin sur un livret écrit par elle-même et traduit en italien par Luigi Balocchi (ca) d'après le Faust de Johann Wolfgang von Goethe. Il est créé le 7 mars 1831 au Théâtre italien de Paris, salle Favart.

## Contexte historique
La genèse de l'œuvre remonte probablement aux années 1820, puisqu'en 1826, Louise Bertin compose un fragment lyrique intitulé Ultima scena di Fausto, qu'elle publie chez Maurice Schlesinger. L'œuvre est programmée à partir de mars 1830 au Théâtre italien de Paris avec Benedetta Rosmunda Pisaroni dans le rôle de Fausto et Maria Malibran dans le rôle de Margarita. En 1828, Hector Berlioz fait publier les Huit scènes de Faust. La création du Fausto de Louise Bertin est cependant annulée, probablement à la suite du refus de Maria Malibran d'interpréter cette œuvre. Le rôle-titre, pensé originellement pour une contralto, est finalement donné à un ténor, Domenico Donzelli. Si la mise en scène a pourtant été soignée et la critique bienveillante, l'opéra n'est représenté que trois fois avant d'être retiré de l'affiche et n'être plus jamais joué. Si, pour certains critiques, l'interprétation médiocre serait la cause de ce naufrage, la création a cependant permis à Louise Bertin de démontrer son savoir-faire dramatique, lui valant l'admiration de Victor Hugo. L'Opéra de Paris lui ouvre alors ses portes, ce qui lui permettra de faire créer La Esmeralda en 1836. Fausto ne sera cependant jamais rejoué, jusqu'à la reprise le 20 juin 2023 par le Théâtre des Champs-Élysées lors de la saison 2022-2023. Lors de la recréation, le rôle-titre est donné à Karine Deshayes, qui est mezzo-soprano, et qui se rapproche ainsi du rôle initialement voulu par la compositrice.

## Création
Fausto est créé le 7 mars 1831 à la salle Favart. Le rôle titre est tenu par Domenico Donzelli, celui de Mefistofele par Vincenzo-Felice Santini et celui de Margarita par Henriette Méric-Lalande. Les costumes sont d'Edmond Duponchel, les décors de M. Ferri.

## Personnages
| Rôle        | Voix    | Création, 7 février 1831 |
| ----------- | ------- | ------------------------ |
| Fausto      | ténor   | Domenico Donzelli        |
| Margarita   | soprano | Henriette Méric-Lalande  |
| Mefistofele | baryton | Vincenzo-Felice Santini  |
| Catarina    |         |                          |
| Valentino   |         |                          |
| Wagner      |         |                          |

## Résumé

### Acte I
Fausto, vieux et tourmenté par l’ambition et la misère, désespéré de l’indifférence que ses compatriotes montrent pour ses talents et son prodigieux savoir, veut terminer sa vie et ses infortunes. Le poison est versé dans la coupe, il la porte à ses lèvres. Un chœur religieux, chanté dans une église voisine, frappe vivement son esprit et lui fait abandonner ce projet. Une jeune fille, Margarita, vient consulter le docteur et demande les secours de la médecine ou de l’alchimie pour sa tante qui se meurt. Fausto se rend avec d’autant plus d’empressement aux prières de Margarita qu’il n’a pu la voir sans en devenir amoureux. Une nouvelle passion vient agiter son cœur ; mais il est vieux, infirme, pauvre : sa barbe grise est un moyen de séduction sur lequel il n’ose pas trop compter.
Le docteur amoureux feuillète son grimoire, ouvre ses livres cabalistiques, et d’une voix ferme et sonore évoque l’esprit de ténèbres. Mefistofele ne se fait point attendre, il arrive à l’instant pour offrir ses services à celui qui l’appelle, et promet d’accomplir tous ses désirs, de se soumettre à ses ordres quels qu’ils puissent être, sous la condition expresse que Fausto lui livrera son âme. Le docteur est épouvanté de cette clause du contrat ; il fait des objections dont Mefistofele triomphe à l’instant en prononçant le nom de Margarita. Le docteur aime encore plus la jeune fille qu’il ne redoute les flammes de l’enfer ; il se décide, s’abandonne au compagnon de Satan, et le suit aux lieux où il voudra bien le conduire.
La scène change et représente l’antre d’une sorcière, il est minuit, les gnomes, les nains aux pieds de chèvre, les esprits, les diables, les magiciens procèdent à leurs mystères et l’on danse une ronde du sabbat autour d’une chaudière flamboyante. C’est à cette société fashionable, à cette vezzosa compagnia, que Melistofele présente son protégé. Fausto frappé de terreur d’abord, est bientôt séduit par l’image de Margarita qu’on lui montre dans un tableau magique. C’en est fait, il veut la posséder à quelque prix que ce soit, et boit hardiment la coupe qui doit lui rendre tous les charmes de la jeunesse. Sa barbe tombe, sa robe disparaît et laisse voir le costume élégant et riche d’un homme à bonnes fortunes, le docteur se réjouit d’une si brillante métamorphose et les sorciers chantent leur victoire.

### Acte II
Margarita file avec ses compagnes et chantant des chansons. Fausto suivi de son horrible aide-de-camp, fait sa déclaration ; son esprit et ses grâces ont bientôt séduit la naïve bachelette, le diable aidant. Mefistofele se poste dans le fond de la scène et son influence funeste agit sur le cœur de Margarita. Un duo plein de grâce, de suavité, d’une expression délicieuse, termine cette scène. Mefistofele veut faire convenablement les choses, il se soumet aux règles de l’étiquette et va demander à la tante Catherine la permission de lui présenter son ami. Catherine est en parfaite santé grâce aux remèdes du docteur : on propose une partie de promenade ; Fausto prend le bras de sa bien-aimée et le diable est assez courageux, assez dévoué aux intérêts de son protégé pour s’emparer de la tante et lui conter fleurette. La partie carrée se rend au jardin public passant devant les spectateurs et disparaissant tour à tour dans les bosquets, fait entendre les fragments des deux conversations qui se croisent comme les promeneurs.
Valentino, frère de Margarita, arrive de l’armée. Mefistofele lui apprend que sa tante Catherine est morte, que sa sœur a des liaisons criminelles avec Fausto. Valentino est à peine entré chez Margarita que son infernal conseiller engage le docteur à chanter une romance sous les fenêtres de sa maîtresse. Le soldat sort furieux. Mefistofele dit à Fausto que c’est un amant, un rival. Fausto met l’épée à la main, attaque Valentino. Le diable détourne le fer de celui-ci qui tombe mortellement blessé. Avant de rendre le dernier soupir, il a nommé sa sœur, et Fausto voit alors toute l’horreur du crime qu’on lui a fait commettre. Mefistofele se rit des remords et de la colère de sa victime. Le désespoir de Margarita pleurant sur le corps de son frère, l’indignation du peuple éclatent à la fin de cet acte qu’ils terminent par un ensemble général.

### Acte III
Fausto est retourné dans son laboratoire il a rompu son association avec le diable. Mefistofele arrive et l’instruit des dangers qui menacent Margarita : cette fille dont la raison s’est égarée, accablée par l’excès de ses infortunes, poursuivie par les femmes de son voisinage que ses fautes ont révoltées, est allée à la rivière pour s’y noyer avec son enfant. Le peuple l’en a empêchée en l’arrêtant au moment ou elle allait se précipiter, mais l’enfant était déjà dans l’eau et Margarita traînée devant le tribunal est accusée d’infanticide. Fausto ne peut retenir son courroux et maudit les funestes secours de son compagnon ; celui-ci lui remet le pacte qu’il a signé, le rend libre de le détruire et lui annonça qu’il reviendra bientôt pour connaître le résultat de ses réflexions. Fausto relit avec horreur cet acte abominable, il est sur le point de l’anéantir lorsque le crieur public proclame, dans la rue, le jugement qui condamne Margarita à la peine capitale. Il faut la sauver et Mefistofele seul est capable de l’arracher aux mains du bourreau.

### Acte IV
Sa résolution est prise, le voilà de nouveau dans les griffes du démon, Mefistofele promet de sauver Margarita, et comme le diable a la clef de toutes les serrures, les deux champions s’introduisent dans le cachot de la jeune fille sans avoir besoin de séduire le geôlier. Margarita a perdu l’esprit et fait connaître ses infortunes à Fausto qu’elle ne reconnaît pas, elle retrouve cependant sa raison un instant, et c’est pour refuser la proposition que son amant lui fait de se sauver, et de le suivre. Fausto s’éloigne désespéré ; Margarita meurt de douleur au moment de leur séparation. Mefistofele, témoin de cette scène affreuse, triomphe et son sourire atroce insulte au désespoir de ses victimes. Fausto ne sort du cachot que pour tomber entre les mains des démons. Une flamme rouge brille à la porte par laquelle il s’est échappé. Un chœur funèbre annonce qu’il est voué aux tourments de l’Enfer. Un chœur d’anges annonce que la bonté divine a fait grâce à Margarita.

## Critique
Dans la Gazette nationale du 8 mars 1831, l'auteur anonyme de la critique est très mélioratif, parlant de « nombreux morceaux d’un mérite incontestable et qui ont un cachet réel d’originalité ». On y apprend notamment que la reine Marie-Amélie de Bourbon-Siciles était présente à la première.
Dans le Journal de Paris, une critique du 11 mars 1831 signée « S. C. » est relativement sévère, tout en critiquant un opéra « en trois actes ». L'auteur loue cependant les qualités de « compositeur » de Louise Bertin, sans la nommer.
Une critique parue le 13 mars 1831 dans le Journal des artistes, signée « G. D. F. », est lapidaire, parlant d'une « musique bien faible », surtout comparée à la musique de Mozart.
Trois critiques paraissent dans le Journal des débats successivement les 9 et 12 mars et le 14 avril 1831,. La première, datant du 9 mars 1831 et signée « X.X.X. », reprend notamment l'erreur du nombre d'actes. La critique souligne cependant que l'opéra contient « des morceaux gracieux, des chants religieux, des chœurs de sorciers et de démons traités d’une manière très remarquable ». On y apprend qu'auprès de Domenico Donzelli, ce sont Santini et Mme Méric-Lalande qui ont joué les rôles de Mefistofele et de Margarita. L'auteur précise, dans sa critique, qu'il fera « un compte détaillé de cette composition où d’heureuses inspirations abondent ». Le 12 mars 1831 paraît le compte rendu annoncé dans la critique précédente, tout en faisant un résumé de l'opéra. L'auteur s'arrête notamment sur la scène finale de l'acte I : « Cette longue scène, dont les détails ont été présentés avec beaucoup d’adresse et de vérité, si l’on peut employer ce mot pour une chose tout-à-fait imaginaire, forme le finale du premier acte ». Il note aussi le quatuor de la scène 1 de l'acte II : « un quatuor très bien dessiné et d’une forme piquante et nouvelle ». L'auteur fait le décompte des qualités que l'on trouve dans cet opéra : « force dramatique, discours gracieux ou passionnés, sabbat de sorcières, chansons villageoises, chœurs angéliques, cris de désespoir », déjà présents dans l'œuvre de Goethe, sont conservées dans celle de Louise Bertin. Cependant, si le critique se veut bienveillant, il remarque cependant des faiblesses dans l'ouverture : « cette symphonie, où l’on remarque d’ailleurs un groupe d’instruments de cuivre, dont les parties forment un ensemble harmonieux et solennel, marche un peu trop au hasard quand l’orchestre attaque le second mouvement. L’effet est plus bruyant que vigoureux ; il y a du désordre et les idées n’y sont pas enchaînées avec cette logique musicale que l’on aime à rencontrer, même dans les morceaux où le compositeur se livre aux folies de son imagination ». Il n'en est pas de même pour plusieurs numéros de l'opéra, comme l'air d'introduction de Fausto, le chœur religieux, le trio du premier acte ainsi que le chœur du sabbat qui clôt cet acte sont loués par l'auteur. Il en va de même pour la chanson de Margarita et le duo entre Fausto et Margarita au second acte. Le quatuor final de l'acte II est qualifié de « froid » par l'auteur, mais ce dernier souligne que « des compositeurs d’un grand renom ne sont pas de [son] avis ». Concernant l'acte III, le critique anonyme loue le trio, « dit avec une expression si forte et si déchirante par Donzelli, Santini et Mme Méric-Lalande, que toute l’assemblée en a été saisie ». La critique fait aussi la louange des costumes et des décors, parmi lesquels on remarque notamment celui de l'antre de la sorcière ainsi que celui de la place publique. Enfin, la critique du 4 avril 1831, toujours écrite par « X.X.X. », explique en partie l'arrêt des représentations de Fausto au Théâtre-Italien : Henriette Méric-Lalande et Santini sont appelés à Londres, et Donzelli à Livourne. Il fait aussi mention de « négligences d’exécution [qui] ont été remarquées » lors de la dernière représentation, mais malgré cela, l'œuvre a quand même été bien applaudie.
Une critique anonyme et non signée dans L'Artiste, datant du 9 mars 1831, introduit l'article par la mention de « Mme de Laguerre », « première femme qui écrivit en France pour le théâtre ». La critique fait la part belle au chœur religieux du premier acte, un air, deux duos et le quatuor de l'acte II ainsi que « deux belles scènes, et surtout la dernière » dans l'acte III.
Une critique, à nouveau anonyme et non signée, cette fois dans L'Avenir, parle aussi du succès de cet opéra, qui n'était pas gagné d'avance face au « génie d'un seul homme, et tout ce qu'exige de perfection le chef-d'œuvre de Mozart pour s'y soutenir ». Pour l'auteur, « L'ouverture, d'un caractère sombre et fanatique, est parfaitement adaptée à la pièce », malgré les irrégularités du plan et le peu d'enchaînement des idées. Cependant, cette critique souligne l'anecdote qui clôt la représentation : « À la chute du rideau, le cri « l’auteur ! l’auteur ! » s’est fait entendre dans toutes les parties de la salle. Le régisseur est venu annoncer que le compositeur désirait garder l’anonyme. Le public s’est soumis avec résignation aux scrupules de la modestie. Mais ce n’était plus un secret, sans quoi le parterre se serait montré moins discret ». Il note aussi qu'en plus de la reine, étaient présents à la création le duc d’Orléans, le duc de Nemours et les princesses Louise d'Orléans, Marie d'Orléans et Clémentine d'Orléans.
Une courte critique, anonyme et non signée, dans L'Écho français du 8 mars 1831 fait mention de la création de l'opéra Faust [sic] au Théâtre-Italien, sans mentionner le nom de la compositrice.
Une critique anonyme et non signée dans L'Indépendant du 17 mars 1831 rapporte le succès des pièces déjà énoncées par la critique anonyme de L'Artiste. Elle loue le savoir-faire de Louise Bertin en espérant que son talent se développe, mais aussi les qualités lyriques des chanteurs et principalement d'Henriette Méric-Lalande.
L'article paru dans La Quotidienne fait l'éloge de la compositrice tout en préservant son anonymat, même s'il cite une de ses œuvres antérieures, l'opéra-comique Le Loup-Garou.
Dans La Tribune des départements, une critique anonyme et non signée du 14 mars 1831 fait l'éloge de cet opéra qui a été applaudi et s'est joué « sur le théâtre de Mozart ».
Le même jour, dans le journal du Constitutionnel, une autre critique anonyme et non signée fait état de la création de Fausto, comparant certaines parties de l'opéra à « la manière diabolique que Weber avait cherchée aussi » dans son opéra Der Freischütz dix ans plus tôt.
Le jour de la création, le 8 mars 1831, une critique du journal Le Corsaire fait l'éloge des chanteurs plus que de la musique en elle même. On découvre ainsi que le rôle de Wagner a été dévolu à Graziani.
On trouve, en plus, des critiques dans Le Courrier de l'Europe, Le Courrier français, Le Figaro, Le Furet de Paris comparant Santini dans le rôle de Mefistofele à Niccolò Paganini, Le Globe, Le National, le Mercure de France et La Revue musicale.